# Chromosome Y
 (octobre 2010).
Si vous disposez d'ouvrages ou d'articles de référence ou si vous connaissez des sites web de qualité traitant du thème abordé ici, merci de compléter l'article en donnant les références utiles à sa vérifiabilité et en les liant à la section « Notes et références ».
Cet article concerne le chromosome Y chez les mammifères. Pour les autres cas, voir Système XY de détermination sexuelle.

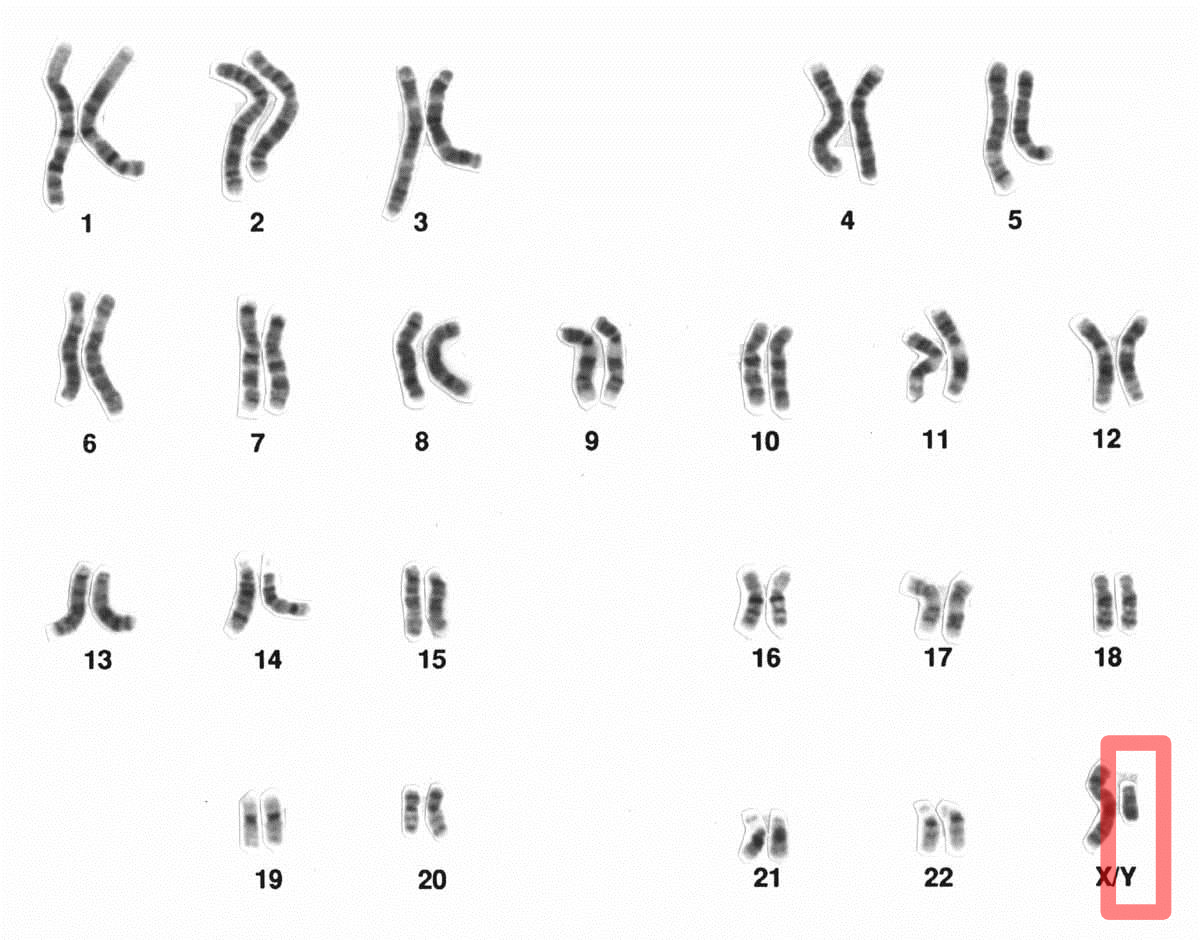
Photographie microscopique des 23 paires de chromosomes humains, parmi lesquelles on distingue la paire des chromosomes sexuels où l'on range le chromosome Y.

Le chromosome Y est l'un des deux chromosomes sexuels (ou gonosomes) d'un mammifère, l'autre étant le chromosome X. Il fait partie du système XY de détermination sexuelle, l'un des deux systèmes de déterminisme sexuel lié à des chromosomes sexuels, l'autre étant le système ZW de détermination sexuelle (rencontré notamment chez les oiseaux). Il contient des gènes qui provoquent le développement des testicules, déterminant le phénotype masculin.
Chez l'être humain, les chromosomes sexuels constituent l'une des 23 paires de chromosomes. Le chromosome Y comprend environ 57 millions de paires de bases azotées et représente de 0,5 à 1 % de l'ADN des cellules. Il peut être utilisé pour tracer la lignée parentale. Contrairement à ce que laisse imaginer son nom, il a la même forme que les autres chromosomes (forme de X ou de H selon les interprétations). Il a été nommé Y simplement pour suivre X dans l'alphabet, (c'est un hasard si sa forme peut faire penser à un Y).

## Fonction
Normalement, chaque cellule humaine possède une paire de chromosomes sexuels. Les cellules des personnes mâles contiennent un chromosome Y et un chromosome X, alors que celles des personnes femelles contiennent deux chromosomes X.

## Séquençage
Caractérisés par des régions non recombinantes de taille variable et presque toujours très riches en séquences répétées, les chromosomes sexuels sont particulièrement difficiles à séquencer par les approches génomiques conventionnelles. Pour le chromosome Y humain, il a fallu développer une approche spécifique et dépenser six millions de dollars pour séquencer ses 65 mégabases (Mb) en 2003.

## Origine et évolution

### Avant le chromosome Y
Beaucoup de vertébrés à sang froid n'ont pas de chromosomes sexuels. S'ils ont des sexes différenciés, ceux-ci sont déterminés par l'environnement et non par les gènes. Pour certains, en particulier les reptiles, le sexe dépend de la température d'incubation. D'autres sont hermaphrodites. On peut penser ainsi qu'avant que le chromosome Y n'apparaisse, il en était de même pour toutes les espèces[réf. souhaitée].

### Histoire du chromosome Y
Les chromosomes X et Y dérivent de chromosomes reptiliens (les protochromosomes X et Y) qui sont apparus il y a 300 millions d'années. Un des gènes a muté et est devenu le gène SRY. Ce gène induit la masculinisation de l'individu. Les gènes présents sur le chromosome Y ne sont donc soumis à la sélection qu'au travers d'individus mâles. En résulte une accumulation de gènes favorables aux mâles et défavorables aux femelles. Le chromosome Y étant isolé, il ne peut bénéficier — à la différence du chromosome X — de réparation selon le mécanisme de recombinaison homologue au cours de la mitose. Il possède son propre mode de réparation qui s'appuie sur les séquences répétées de ses gènes ou amplicons, lui permettant une auto-recombinaison en « interne ».
Il y a 300 millions d'années, chez un ancêtre commun à tous les mammifères, la mutation d'un gène (SOX3) a créé un nouveau gène (SRY) qui détermine les caractères du sexe mâle. SRY est apparu sur un des chromosomes d'une paire d'autosomes. À l'époque, les animaux (poissons, insectes, amphibiens et les premiers reptiles) ne possèdent que des chromosomes autosomes (non sexuels). Ils sont soit hermaphrodites (hermaphrodisme simultané ou séquentiel), leur sexe étant déterminé par des facteurs de l'environnement (chez le crocodile, le sexe dépend de la température ; chez les poissons, il dépend de l'âge, de la température d'incubation des œufs), soit gonochoriques (leur caryotype paraissant identique, mais il existe une différence au niveau du séquençage du génome). Le chromosome de la paire d'autosomes qui a le gène SRY est l'ancêtre du chromosome Y ou proto-Y. L'autre chromosome de la même paire est l'ancêtre du chromosome X ou proto-X.
Entre –300 et –180 millions d'années, l'acquisition du gène SRY entraîne l'accumulation progressive de gènes bénéfiques pour le proto-Y. Il diverge de plus en plus du proto-X. Vers –180 millions d'années, devenus trop différents, X et Y cessent de se recombiner chez les mammifères placentaires.
Entre –180 et –25 millions d'années, sans possibilité de recombinaison, le Y s'amenuise lors d'accidents génétiques. Le X est préservé car, chez les femelles, les deux chromosomes X se recombinent entre eux.
Depuis 25 millions d'années, le chromosome Y des primates de la lignée humaine cesse de dégénérer, ne perdant qu'un seul gène[réf. nécessaire]. Aujourd'hui, le chromosome Y humain a perdu 97 % de ses gènes ancestraux. Ceux qui subsistent interviennent souvent[évasif] dans la formation des testicules et la production du sperme.

### Maintien du chromosome Y
La survie à long terme du chromosome Y est l'un des mystères de la génétique moderne. En effet selon l'hypothèse de certains scientifiques le chromosome Y est en dégénérescence et appelé à disparaître. Des travaux effectués par une équipe américano-néerlandaise révèlent que le chromosome Y comporte de larges régions palindromiques suspectées de permettre l'autoréparation d'un ADN endommagé[réf. souhaitée]. Depuis, on pense que, pour se réparer, le chromosome Y a recours à des recombinaisons intrapalindromiques par échange et recombinaison de l'information située entre les régions palindromiques[réf. souhaitée]. Le mécanisme lui-même est inconnu, tout comme ses conséquences néfastes possibles. Les chercheurs sont en effet partis d'un groupe de 2 400 patients affligés d'anomalies sexuelles diverses ; on a découvert de nombreux chromosomes Y « autorecombinés » anormaux, en particulier les chromosomes à deux centromères. Cette anomalie est défavorable car elle complique et provoque des erreurs dans le processus de mitose, ce qui pourrait être à l'origine des défauts observés. Les chercheurs pensent que la présence de deux centromères provient de recombinaisons aberrantes des régions palindromiques qui pourraient tout aussi bien créer des chromosomes sans centromères. En conclusion, le chromosome Y s'autorépare probablement bien par commutation de régions palindromiques mais au risque de générer des anomalies graves.

### Perte du chromosome Y
Quelques espèces de mammifères thériens n'ont pas de chromosome Y, notamment dans deux groupes de rongeurs. Chez Tokudaia osimensis,  mâles et femelles possèdent un unique chromosome X. La plupart des gènes du chromosome Y, non liés à la différenciation sexuelle, ont été relocalisés sur d'autres chromosomes, mais le gène SRY est absent, alors qu'il joue d'ordinaire un rôle crucial dans la différenciation des mâles (la protéine SRY, un facteur de transcription du gène SOX9, est normalement indispensable à la production de testostérone). En revanche, la région Enh14 du chromosome 3 (celui qui porte SOX9), composée de 17 000 paires de bases, est dupliquée chez les mâles et augmente l'activité de SOX9 : le chromosome 3 est devenu un chromosome sexuel,.

## Enjambement limité
La zone autour des gènes déterminant le sexe est inhibée, de telle sorte qu'aucun enjambement avec le chromosome X ne soit possible à cet endroit. Sans cela, des incohérences sexuelles apparaîtraient trop fréquemment. C'est pourquoi seulement 5 % de la longueur du chromosome Y, à proximité des télomères, peut se recombiner avec le chromosome X. Ces régions sont des reliquats de l'ancienne homologie entre les chromosomes sexuels.
Ces deux régions sont nommées les régions pseudo-autosomiques
- PAR1 est situé à l'extrémité du bras court du chromosome Y, c'est là que se font les recombinaisons pendant la méiose avec les régions correspondantes du chromosome X. Cette recombinaison sur la région PAR1 se fait plus près de la région télomérique que de la zone frontière avec la région euchromatique (la région du bras court contenant de l'ADN NRY non recombinant).
- PAR2 est situé à l'extrémité du bras long du chromosome Y, et des recombinaisons à cet emplacement pendant la méiose sont beaucoup plus rares.

## Chromosome Y humain

Le chromosome Y humain.

### Caractéristiques
- Le deuxième plus petit des chromosomes après le chromosome 21
- Nombre de paires de base : 57 701 691
- Nombre de gènes : 130
- Nombre de gènes connus : 76
- Nombre de pseudo gènes : 54
- Nombre de variations des nucléotides (SNP ou Single Nucleotide Polymorphism) : 30 623

- La plus grande partie du chromosome Y ne contient aucun matériel génétique fonctionnel. Il n'existe que trois maladies génétiques en rapport avec le chromosome Y, toutes en rapport avec la différenciation sexuelle.

| Nom                    | Séquence homologue sur X | Note |
| ---------------------- | ------------------------ | --- |
| SRY                    | SOX3                     | Région déterminant le sexe. C'est le bras p court [Yp]. |
| ZFY                    | ZFX                      | Doigt de zinc |
| RPS4Y1                 | RPS4X                    | Protéine ribosomique S4 |
| AMELY                  | AMELX                    | Amélogénine |
| TBL1Y                  | TBL1X                    | |
| PCDH11Y                | PDCH11X                  | Région transposée en X (XTR) de Xq21, l'un des deux gènes. Autrefois nommé « PAR3 », |
| TGIF2LY                | TGIF2LX                  | Autre gène transposé en X |
| TSPY1, TSPY2           | TSPX                     | Protéine spécifique au fonctionnement des testicules |
| AZFa                   | (aucun)                  | Pas un gène en tant que tel, mais première partie de la région AZF sur le bras q. Contient les quatre gènes des lignes suivantes. Les gènes homologues sur X échappent à l'inactivation. |
| USP9Y                  | USP9X                    | Ubiquitine |
| DDX3Y                  | DDX3X                    | Hélicase |
| UTY                    | UTX                      | Histone déméthylase |
| TB4Y                   | TB4X                     | |
| AZFb                   | (aucun)                  | Deuxième région AZF sur le bras q. Sujet à la recombinaison homologue non allélique avec AZFc. Chevauche AZFc. Contient trois régions de gène à copie unique et des répétitions.         |
| CYorf15                | CXorf15                  | |
| RPS4Y2                 | RPS4X                    | Autre copie de la protéine ribosomique S4 |
| EIF1AY                 | EIF4AX                   | |
| KDM5D                  | KDM5C                    | |
| XKRY                   | XK                       | Trouvé dans l'amplicon « jaune » |
| HSFY1, HSFY2           | HSFX1, HSFX2             | Trouvé dans l'amplicon « bleu » |
| PRY, PRY2              |                          | Trouvé dans l'amplicon « bleu », identifié par sa similitude avec PTPN13 sur le chromosome 4                                                                                             |
| RBMY1A1                | RBMY                     | Grand nombre d'exemplaires. Fait partie d'une famille de gènes RBM, qui codent des protéines à motif de reconnaissance d'ARN (RRM).                                                      |
| AZFc                   | (aucun)                  | Partie finale (distale) de l'AZF. Plusieurs palindromes. |
| DAZ1, DAZ2, DAZ3, DAZ4 |                          | Gènes RRM inclus dans deux sites palindromiques. BOLL et DAZLA sont des homologues autosomiques.                                                                                         |
| CDY1, CDY2             |                          | CDY1 et CDY2 sont deux copies identiques. CDY2 est étroitement lié dans le palindrome P5. Probablement dérivé de CDYL autosomique.                                                       |
| VCY1, VCY2             | VCX1 à 3                 | Trois copies de VCX2 (BPY2). Fait partie de la famille VCX/VCY. Les deux copies de BPY1 sont plutôt dans Yq11.221/AZFa.                                                                  |

### Maladies génétiques
Les états suivants sont dus à des modifications de la structure ou du nombre de copies du chromosome Y.
- Le syndrome de Klinefelter est causé par la présence d'une copie supplémentaire du chromosome X dans le corps des cellules (47,XXY). Des variantes du syndrome font intervenir plus d'un X surnuméraire. Dans un petit pourcentage de cas, des mâles avec une variante du syndrome de Klinefelter ont une copie supplémentaire du chromosome X et du chromosome Y (48,XXYY). Les chromosomes additionnels empêchent un développement normal des fonctions sexuelles.
- Le syndrome 47,XYY est causé par la présence d'une copie supplémentaire du chromosome Y dans le corps des cellules (47,XYY). Les chercheurs ne savent pas encore pourquoi un tel syndrome se manifeste par une taille importante.

### Utilisation en généalogie génétique
Puisque le chromosome Y est uniquement transmis du père à son fils, l'étude génique du chromosome Y permet de suivre la lignée masculine (directe) d'une famille, d'une ethnie ou d'une espèce (lignée patrilinéaire).
Ainsi, plusieurs laboratoires d'analyses génétiques annoncent le service d'analyse du chromosome Y pour déterminer certains liens de filiation par le lignage paternel.
Également, des laboratoires spécialisés dans le domaine de la généalogie génétique, utilisent des méthodes similaires d'analyse pour vérifier les possibles filiations des restes archéologiques. Par exemple, en 2012 la tête supposée de Henri IV aurait pu être identifiée comme appartenant à un aïeul de Louis XVI par la lignée paternelle. Néanmoins, la pertinence de cette conclusion est contestée par des historiens et des généticiens.
Le test utilisé pour la vérification des liens familiaux proches étudie normalement moins de marqueurs génétiques dans le chromosome Y que le test utilisé dans le champ de la généalogie génétique.